# Microrégion de Jeremoabo
 (février 2025).
Si vous disposez d'ouvrages ou d'articles de référence ou si vous connaissez des sites web de qualité traitant du thème abordé ici, merci de compléter l'article en donnant les références utiles à sa vérifiabilité et en les liant à la section « Notes et références ».
La microrégion de Jeremoabo est l'une des six microrégions qui subdivisent le nord-est de l'État de Bahia au Brésil.
Elle comporte 5 municipalités qui regroupaient 111 574 habitants en 2006 pour une superficie totale de 8 198 km2.

## Municipalités[1]
- Coronel João Sá
- Jeremoabo
- Pedro Alexandre
- Santa Brígida
- Sítio do Quinto